# Condado de Okeechobee

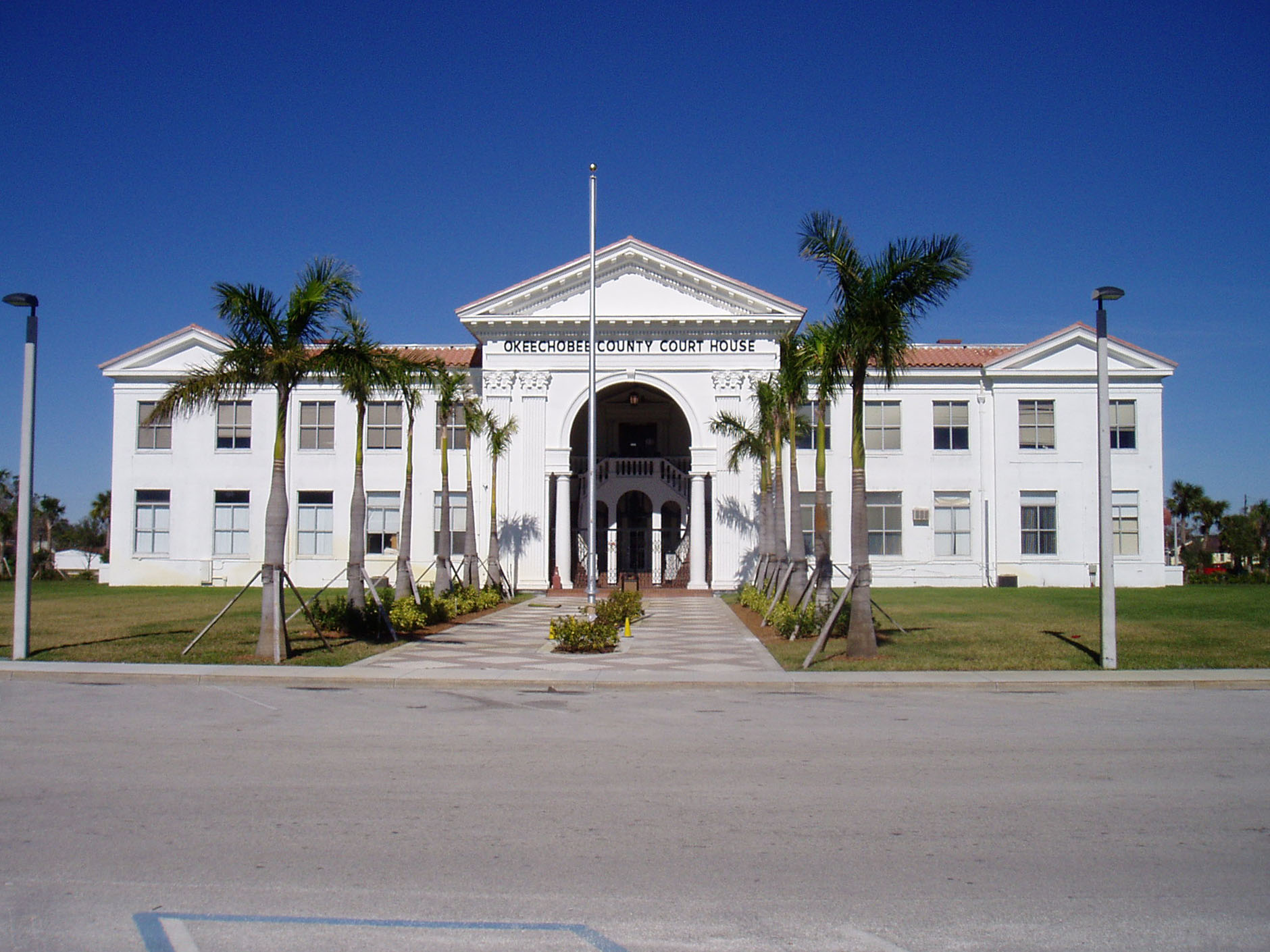
Tribunal del condado.

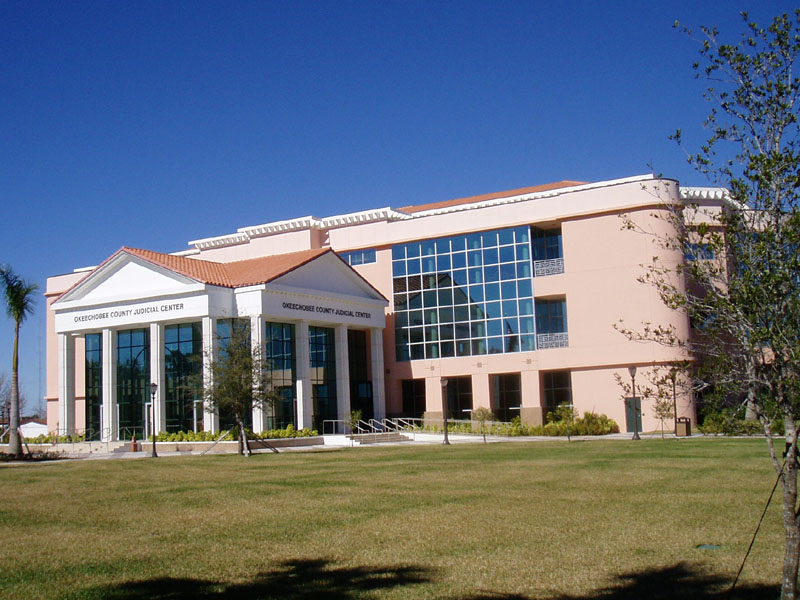
Centro judicial del condado.

El condado de Okeechobee es un condado ubicado en el estado de Florida. En 2000, su población era de 35 910 habitantes. Su sede está en Okeechobee.

## Historia
El condado de Okeechobee fue creado en 1917. Su nombre es el del lago Okeechobee, cuyo nombre proviene de las palabras Hitchiti oka (agua) y chobi (grande).

## Demografía
Según el censo de 2000, el condado cuenta con 35 910 habitantes, 12 593 hogares y 9016 familias residentes. La densidad de población es de 18 hab/km² (46 hab/mi²). Hay 15 504 unidades habitacionales con una densidad promedio de 8 u.a./km² (20 u.a./mi²). La composición racial de la población del condado es 79,28% blanca, 7,92% afroamericana o negra, 0,54% nativa americana, 0,67% asiática, 0,04% de las islas del Pacífico, 9,56% de otros orígenes y 1,99% de dos o más razas. El 18,61% de la población es de origen hispano o latino cualquiera sea su raza de origen.
De los 12 593 hogares, en el 30,40% de ellos viven menores de edad, 55,50% están formados por parejas casadas que viven juntas, 10,70% son llevados por una mujer sin esposo presente y 28,40% no son familias. El 21,50% de todos los hogares están formados por una sola persona y 10,10% de ellos incluyen a una persona de más de 65 años. El promedio de habitantes por hogar es de 2,69 y el tamaño promedio de las familias es de 3,07 personas.
El 25,20% de la población del condado tiene menos de 18 años, el 9,50% tiene entre 18 y 24 años, el 27,10% tiene entre 25 y 44 años, el 21,90% tiene entre 45 y 64 años y el 16,30% tiene más de 65 años de edad. La edad media es de 37 años. Por cada 100 mujeres hay 115,50 hombres y por cada 100 mujeres de más de 18 años hay 115,20 hombres.
La renta media de un hogar del condado es de $30 456, y la renta media de una familia es de $35 163. Los hombres ganan en promedio $25 574 contra $20 160 para las mujeres. La renta per cápita en el condado es de $14 553. 16,00% de la población y 11,80% de las familias tienen rentas por debajo del nivel de pobreza. De la población total bajo el nivel de pobreza, el 19,90% son menores de 18 y el 10,30% son mayores de 65 años.

## Ciudades y pueblos
- Ciudad de Okeechobee

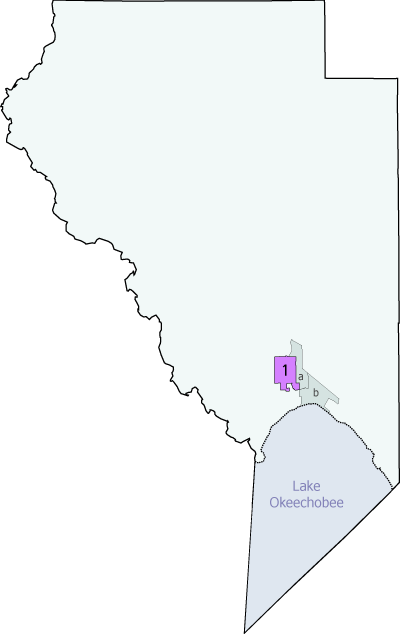
Localidades.

- Cypress Quarters (no incorporada como municipalidad)
- Taylor Creek (no incorporada como municipalidad)